# Václav Vonášek (fotbalista)
Václav Vonášek (10. února 1927 Brno – ? tamtéž) byl český fotbalový obránce a činovník (funkcionář). Je pohřben v Brně-Králově Poli.

## Hráčská kariéra
V československé nejvyšší soutěži hrál za Spartak KPS Brno v ročníku 1961/62 při jeho jediné účasti (13.08.1961–02.05.1962), aniž by skóroval. Za královopolské A-mužstvo nastupoval od poloviny 40. let 20. století.

### Evropské poháry
V evropských pohárech odehrál jeden zápas „Královopolské“ ve Veletržním poháru (předchůdce Poháru UEFA) v ročníku 1961/62, aniž by skóroval. Proti výběru Lipska (Leipzig XI) nastoupil v lipské odvetě na Zentralstadionu (prohra 1:4, 4. října 1961).

### Prvoligová bilance
| Ročník          | Zápasy | Góly | Minuty | Klub                |
| --------------- | ------ | ---- | ------ | ------------------- |
| I. liga 1961/62 | 6      | 0    | 540    | TJ Spartak KPS Brno |
| CELKEM I. LIGA  | 6      | 0    | 540    |                     |

## Funkcionářská kariéra
Po skončení hráčské kariéry se stal funkcionářem. Podílel se mj. na výstavbě restaurace Spartak v těsné blízkosti královopolského stadionu.